# Paciano Rizal

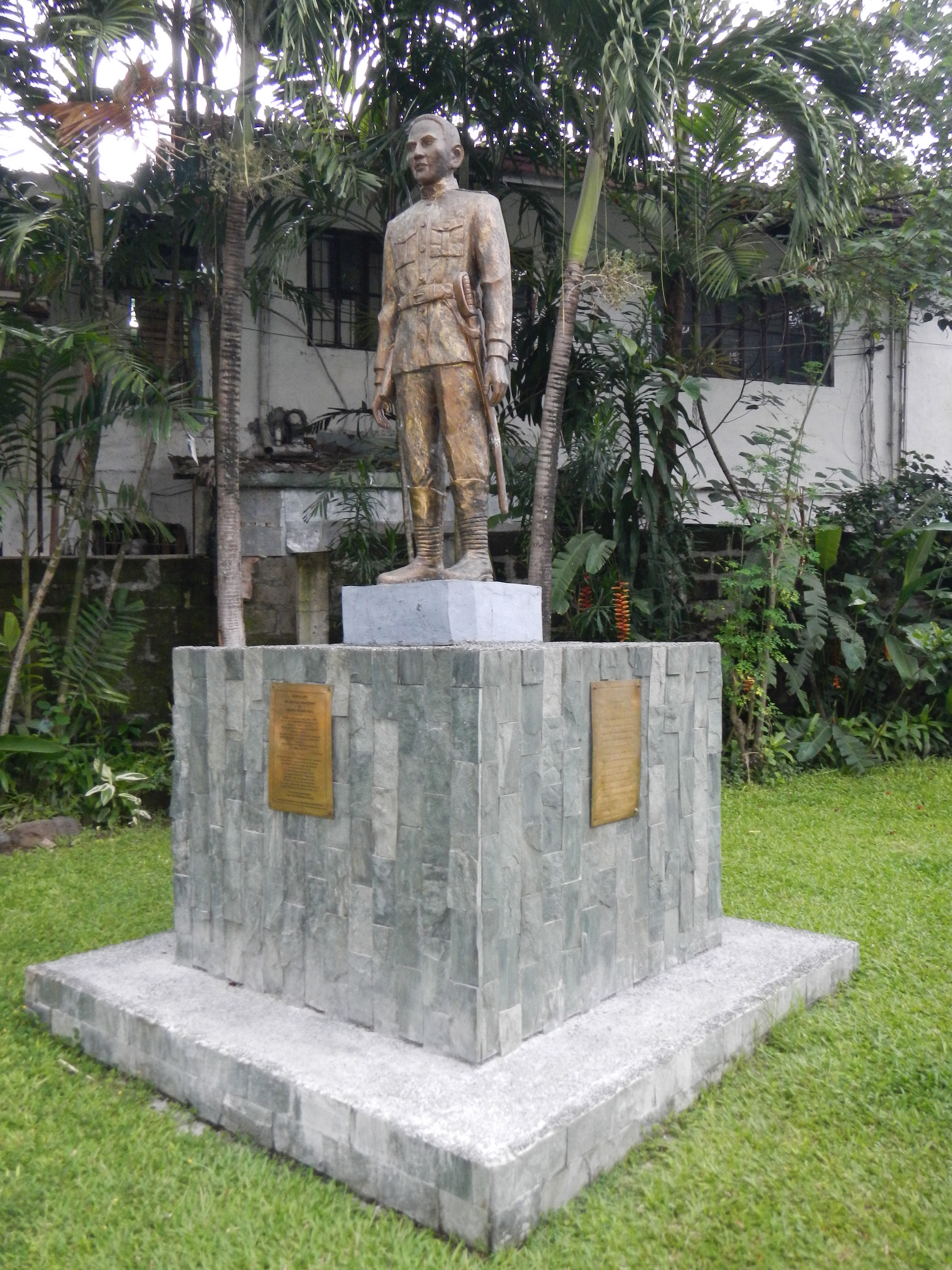
Standbeeld van Paciano Rizal in Los Baños

Paciano Rizal (Calamba, 9 maart 1851 - Los Baños, 13 april 1930) was een Filipijns revolutionair generaal en de oudere broer van José Rizal, de Filipijnse nationale held.

## Biografie
Paciano Rizal werd geboren op 9 maart 1851 in Calamba in de provincie Laguna. Hij was het tweede kind en de eerste zoon uit een welgesteld gezin van elf kinderen van Francisco Rizal en Teodora Alonso. Zijn enige broer was de tien jaar jongere José Rizal, de nationale held van de Filipijnen. Paciano studeerde enkele jaren aan het Colegio de San Jose. Hij woonde daar bij frater José Burgos, een Filipijnse priester die zich sterk maakte voor de secularisatie van de Filipijnse rooms-katholieke kerk en het terugbrengen van de macht van de Spaanse kloosterordes. Vanwege zijn nauwe band met frater Burgos mocht Paciano geen examen doen aan het Colegio de San Jose. Pacionao had als oudste zoon de verantwoordelijkheid om mee te helpen op de boerderij. Bovendien was hij ook medeverantwoordelijk voor zijn jongere broer en zussen. Toen José ging studeren in Europa, regelde Paciano zijn reis en betaalde bovendien vijf jaar lang een toelage voor zijn levensonderhoud.
Toen in 1872 de opstand van Cavite uitbrak grepen de Spaanse priesters deze opstand aan om Jose Burgos en twee andere voorvechters van de secularisatie aan te pakken. Burgos werd samen met Mariano Gómez en Jacinto Zamora geëxecuteerd voor vermeende betrokenheid. De executie en de woede over de misstanden bij de Spaanse kloosterordes inspireerden enkele Filipijnse ilustrados in Europa, waaronder José Rizal, tot het oprichten van de Propaganda Movement. Paciano ondersteunde deze beweging financieel. Ook hielp hij de Katipunan, een ondergrondse verzetsbeweging in de Filipijnen zelf, door hun idealen te propageren en nieuwe leden te werven.
Toen in 1896 de Filipijnse Revolutie uitbrak werd Rizal door de Spaanse koloniale autoriteiten gearresteerd en gemarteld met de bedoeling hem een bekentenis te ontlokken, die zijn broer zou linken aan de revolutie. Hij werd uiteindelijk vrijgelaten, toen hij het er op leek dat hij zou komen te overlijden als gevolg van zijn verwondingen. Na de executie van zijn broer in december 1896 trok hij naar Imus in Cavite waar hij zijn diensten aanbood aan Emilio Aguinaldo, de leider van de Filipijnse revolutionaire beweging. Hij werd aangesteld als generaal en kreeg de leiding over troepen in zijn geboorteprovincie Laguna. Hij vocht eerst tegen de Spanjaarden en later na het einde van de Spaans-Amerikaanse Oorlog en het uitbreken van de Filipijns-Amerikaanse Oorlog tegen Amerikaanse troepen. In 1900 werd Rizal gevangengenomen door de Amerikanen.
Na de oorlog koos hij voor een simpel leven. Hij weigerde een belangrijke door gouverneur-generaal William Howard Taft aangeboden positie in de overheid. Ook had hij geen interesse in regionale politieke functies. In 1907 weigerden hij en zijn moeder een aanbod van de regering om zijn moeder voor de rest van haar leven van een pensioen te voorzien in haar hoedanigheid als moeder van José Rizal. Paciano Rizal overleed uiteindelijk in 1930 op 79-jarige leeftijd in zijn woonplaats Los Baños.